# Куликово (Ребрихинский район)
Куликово — село в Ребрихинском районе Алтайского края, до 2015 года центр и единственное село Куликовского сельсовета, с 2015 года в составе Ребрихинского сельсовета.

## География
Куликово расположено в 30 км на северо-запад от райцентра Ребриха, на левом берегу реки Кулунда, высота над уровнем моря 194 м. У южной окраины села в Кулунду впадает Степачиха, у северной — маловодный приток Шумилиха.

## История
Село основано в 1753 году, название получило по фамилии ссыльнопоселенца Куликова. Согласно «Списку населённых мест Томской губернии за 1893 год» в деревня Куликова Касмалинской волости Барнаульского округа Томской губернии числилось 128 дворов, 555 жителей, из них 261 мужчина и 294 женщины. В 1903 году в Куликово была построена церковь Покрова Пресвятой Богородицы с приделом Священномученика Евсевия Самосатского и на 1911 год в селе, являвшемся центром Куликовской волости Барнаульского уезда, числилось 1070 дворов, 6434 жителя (3416 муж., 3018 жен.), 5 лавок, отделение маслодельного завода, 5 ветряных и 1 водяная мельницы, круподерка, училище М. Н. И. и паровая мельница. В 1928 году состояло из 679 хозяйств, основное население — русские. В административном отношении являлось центром Куликовского сельсовета и Куликовского района Каменского округа Сибирского края.

## Население
| 1926 | 1997 | 1998 | 1999 | 2000 | 2001 | 2002 | 2003 | 2004 |
| ---- | ---- | ---- | ---- | ---- | ---- | ---- | ---- | ---- |
| 3265 | ↘552 | ↘550 | ↗559 | ↗596 | ↗599 | ↘594 | ↘540 | ↘538 |
| 2005 | 2006 | 2007 | 2008 | 2009 | 2010 | 2011 | 2012 | 2013 |
| ↘504 | ↗506 | ↘490 | ↘475 | ↘457 | ↘372 | ↘370 | ↘336 | ↘311 |
| 2014 | 2015 |      |      |      |      |      |      |      |
| ↘291 | ↘288 |      |      |      |      |      |      |      |

Национальный состав
Согласно результатам переписи 2002 года, в национальной структуре населения русские составляли 97 %.

## Инфраструктура
В селе действует средняя школа, почтовое отделение, медпункт, два сельхозпредприятия: «Скорпион» и «Выбор».